# ديدي (لاعب كرة قدم مواليد 1976)
ديدي (بالبرتغالية: Sebastião Pereira do Nascimento‏) هو لاعب كرة قدم برازيلي في مركز الهجوم، ولد في 24 فبراير 1976 في Parelhas ‏ في البرازيل. لعب مع تيغريس أونال وجمعية بورتوغيزا الرياضية وسبورت ريسيفي ونادي آراو ونادي إنترناسيونال ونادي إيتوانو ونادي باهيا ونادي بوسان أي بارك ونادي تشياباس ونادي جوفنتودي ونادي جوينفيل ونادي سان لويس ونادي سانت غالن ونادي شتوتغارت ونادي فيتوريا ونادي كورينثيانز.

## وصلات خارجية
- ديدي (لاعب كرة قدم مواليد 1976) على موقع دوري كوريا الجنوبية (الإنجليزية)